# Ninja Assassin
Ninja Assassin is een Amerikaanse film uit 2009 geregisseerd door James McTeigue met in de hoofdrol Rain. De film werd geproduceerd door Joel Silver en de Wachowski's en werd opgenomen in Berlijn.

## Verhaal
Raizo (Rain) is opgegroeid in de Ozunu-clan om een van 's werelds dodelijkste ninja's te worden. Als kind moet Raizo lijden onder de zware trainingen van zijn "vader", Lord Ozunu (Sho Kosugi): elke keer wanneer Raizo iets verkeerd doet, wordt hij geslagen of gesneden met een scherp mes. De enige vriendelijke bejegening die hij krijgt is van Kiriko (Anna Sawai).
Wanneer ze ouder worden, ontstaat tussen Kiriko en Raizo een band, maar Kiriko besluit te vluchten uit de Ozunu-clan om de vrijheid te ontdekken.
Op een stormachtige nacht besluit Kiriko uit de clan te ontsnappen. Ze probeert Raizo ertoe over te halen met haar mee te gaan, maar hij besluit te blijven. Ze kussen en Kiriko klimt over de muur op weg naar de vrijheid. Ze wordt betrapt en teruggebracht naar het ninjakamp. Ze wordt gezien als verrader en ter dood gebracht door haar oudere broer Takeshi (Rick Yune). Langzaam begint Raizo te twijfelen aan de clan en langzaam beseft hij dat Kiriko gelijk had.
Na deze eerste executie krijgt Raizo van zijn vader de instructies om een ontsnapte te doden. Hij weigert en valt zijn vader aan met een mes en vecht tegen de ninja-clan. Hij overleeft het maar net door in een rivier te springen. Raizo herstelt en probeert de Ozunu-clan te stoppen.
Tijdens zijn verblijf in Berlijn, waar hij wacht op de volgende actie van de Ozunu-clan, huurt hij een klein appartement waar hij in het geheim nog steeds zijn vechtkunst blijft oefenen totdat hij kan toeslaan.
Ondertussen is agent Mika Coretti (Naomie Harris) van Europol een onderzoek begonnen naar geldstromen gekoppeld aan politieke moorden en ze ontdekt dat het mogelijk naar de Ozunu-clan wordt gestuurd. Ze vraagt haar baas Ryan Maslow (Ben Miles) om toestemming, maar die is het er niet helemaal mee eens. De clan is erachter gekomen dat er een onderzoek naar hen loopt en probeert Mika te vermoorden, maar ze wordt door Raizo gered.
Mika krijgt Raizo zo ver Maslow te ontmoeten voor bescherming en het bewijs te leveren tegen de ninja-clan, maar Raizo wordt door een politiedienst opgepakt voor ondervraging. Mika voelt zich verraden omdat Maslow niet naar haar heeft geluisterd, maar in het geheim is Maslow het met Mika eens en hij geeft haar een volgsysteem voor noodgevallen. Terwijl Mika Maslow waarschuwt voor de gevaren van het vasthouden van Raizo, heeft de Ozunu-clan hun geheime basis gevonden en ze vermoorden alle officieren.
Mika bevrijdt Raizo en hij vecht tegen de clan wanneer Mika probeert te ontsnappen. Raizo doodt zo veel ninja's als hij kan. Hij en Mika proberen te ontsnappen, maar Raizo is ernstig gewond rond zijn buik. Rustend op een bed in een motel implanteert Mika het volgsysteem in Raizo's buik. Ze verbergt Raizo buiten het motel tot de politie arriveert om haar te helpen. Ondertussen hebben de ninja's Raizo gevonden en ze brengen hem terug naar hun basis, waar lord Ozunu hem wil vermoorden.
Terwijl hij wordt vervoerd in een stalen kist, gebruikt Raizo zijn helende technieken om alle ernstige verwondingen te genezen voordat hij bij zijn vader aankomt. Lord Ozunu besluit hem ter dood te brengen. Raizo wordt vastgebonden aan een paal en lord Ozunu steekt een paar keer in zijn buik, waardoor hij het volgsysteem uitspuugt.
Europols speciale dienst onder leiding van Maslow stormt de clan binnen en vermoordt de meeste ninja's. Takeshi en Raizo staan tegenover elkaar in de brandende Ozunuhal. Raizo doodt Takeshi en vecht tegen zijn vader in een zwaardduel. Hoewel Ozuno in eerste instantie de overhand heeft, weet Mika iedereen af te leiden met een paar pistoolschoten.
Voordat Raizo kan herstellen, steekt zijn vader Mika in het hart. Mika is echter niet dodelijk gewond, doordat haar hart rechts zit. Maslow en Europol laat de vernietigde Ozunu-clan achter, terwijl Raizo bij Mika blijft. Symbolisch klimt hij dezelfde muur over die Kiriko al die jaren geleden over heeft geklommen en kijkt uit over het omliggende platteland. Zich bewust van zijn vrijheid voor het eerst in jaren, lacht Raizo, en daarmee eindigt de film.

## Rolverdeling
- Rain - Raizo
- Lee Joon - jonge Raizo
- Naomie Harris - Mika Coretti
- Rick Yune - Takeshi
- Ben Miles - Ryan Maslow
- Anna Sawai - Kiriko
- Sung Kang - Hollywood
- Richard van Weyden - Ibn Battuta
- Sho Kosugi - Ozunu

## Achtergrond
Ninja Assassin was een productie van Joel Silver en de Wachowski's. Ze haalden hun inspiratie uit enkele gevechtsscènes in de film Speed Racer. De Wachowski's waren echter niet tevreden met het eerste script en huurden daarom zes weken voordat de opnamen moesten beginnen J. Michael Straczynski in om het hele script te herschrijven. De opnamen begonnen in april 2008 in Berlijn.
De film werd niet al te best ontvangen. Op Rotten Tomatoes was slechts 29% van de beoordelingen positief. De film opende op de zesde plaats bij het Amerikaanse Box Office Mojo, met een opbrengst van 13.316.158 dollar in het openingsweekend. De totale wereldwijde opbrengst bedroeg 49.765.855 dollar.